# Danuta Gierulanka
Danuta Gierulanka (* 30. Juni 1909 in Krakau; † 29. April 1995 ebenda) war eine polnische Mathematikerin, Philosophin und Psychologin.

## Leben
Nach dem Schulabschluss an einem Gymnasium in Krakau studierte Gierulanka ab 1927 Mathematik an der Jagiellonen-Universität. Der Leiter des Fachbereichs Mathematik an der Universität war zu dieser Zeit Stanisław Zaremba. Sie schloss ihr Studium 1932 mit einer Arbeit über periodische Lösungen von Differentialgleichungen ab. Zu diesem Zeitpunkt war sie noch nicht für das Lehramt an Schulen qualifiziert, so dass sie an der Jagiellonen-Universität blieb, um sich auf die Prüfungen für das Lehramt vorzubereiten. Sie bestand die Prüfungen für das Lehramt im Jahr 1933 und begann anschließend Mathematik, Physik, Chemie und Philosophie an verschiedenen Gymnasien für Mädchen zu unterrichten.
Ab 1938 forschte sie für ihre Promotion wieder an der Jagiellonen-Universität. Nach dem Überfall auf Polen, dem Beginn des Zweiten Weltkriegs und der Schließung der Jagiellonen-Universität musste sie ihre akademische Laufbahn unterbrechen. Während des Krieges arbeitete sie in Handelsbüros, gab Nachhilfeunterricht und bildete sich mit ihrem Bruder, dessen Studium ebenfalls unterbrochen worden war, an einer Untergrund-Universität weiter. Nach der Wiedereröffnung der Jagiellonen-Universität im März 1945 kehrte sie an die Universität zurück und wurde leitende Assistentin im Laboratorium für experimentelle Psychologie. Sie setzte die Arbeit an ihrer Dissertation fort und wurde mit einer Arbeit im Grenzgebiet von Mathematik und Psychologie (Über den Erwerb geometrischer Begriffe, polnisch O przyswajaniu sobie pojęć geometrycznych)
promoviert. Gutachter waren der Philosoph Władysław Heinrich, der Psychologe Stefan Szuman und der Mathematiker Tadeusz Ważewski.
Großen Einfluss auf ihre Arbeit hatte der Philosoph und Husserl-Schüler Roman Ingarden, der 1946 auf einen Lehrstuhl an der Jagiellonen-Universität berufen wurde. Von 1950 bis 1957 hatte Ingarden ein Lehrverbot. Gierulanka erhielt ein Angebot, eine Habilitationsschrift auf dem Gebiet der Analysis anzufertigen, in die ihre Ideen zur psychologischen Forschung einfließen sollten. 1953 wechselte sie an den Lehrstuhl für Analysis, kehrte jedoch 1957 an das Laboratorium für experimentelle Psychologie zurück und wechselte nur ein Jahr später als Assistentin von Ingarden an den von ihm geleiteten Lehrstuhl für Philosophie. Dort arbeitete sie an ihrer thematisch geänderten Habilitationsschrift. 1962 reichte sie die Arbeit mit dem Titel Zagadnienie swoistości poznania matematycznego (deutsch: Das Problem der Spezifität der mathematischen Kognition) ein. Da sie nach der Habilitation keine feste Stelle an der Philosophischen Fakultät erhielt, kehrte sie in das Laboratorium für experimentelle Psychologie zurück, wo sie bis zu ihrer Pensionierung im Jahr 1971 arbeitete. 
Nach ihrer Habilitation veröffentlichte Gierulanka mehrere Beiträge in polnischer Sprache zur Kognitionspsychologie und Erkenntnistheorie. Nach dem Tod von Roman Ingarden im Jahr 1970 schrieb sie mehrere Artikel über ihn und sein Werk. Sie war auch als Herausgeberin und Übersetzerin tätig. Sie übersetzte einige Werke von Ingarden aus dem Deutschen ins Polnische und war Herausgeberin seiner gesammelten Werke. Sie übersetzte den ersten und zweiten Band von Edmund Husserls Ideen zu einer reinen Phänomenologie und phänomenologischen Philosophie und in Zusammenarbeit mit ihrem Bruder Jerzy Gierula Edith Steins Doktorarbeit Zum Problem der Einfühlung aus dem Deutschen ins Polnische.

## Schriften (Auswahl)
- Danuta Gierulanka: Ingarden’s Philosophical Work: A Systematic Outline. In: B. Dziemidok, P. McCormick (Hrsg.): On the Aesthetics of Roman Ingarden (= Nijhoff International Philosophy Series). Band 27. Springer, Dordrecht 1989, ISBN 978-94-010-7511-4, S. 1–20, doi:10.1007/978-94-009-2257-0_1.